# Trofeo Ciudad de Oviedo
El Trofeo Ciudad de Oviedo fue una competición veraniega de fútbol que se celebraba en el estadio Carlos Tartiere de la localidad española de Oviedo en el mes de agosto. Existió entre 1976 y 1996, aunque hubo varios años en los que no se celebró por diversos motivos. En el torneo participaron numerosos clubes españoles y también muchos extranjeros de hasta ocho países diferentes (Portugal, Alemania, Italia, Brasil, Argentina, México, Rumanía y Croacia), convirtiéndose durante esos años en uno de los trofeos veraniegos más prestigiosos de España.

## Historia
Hasta el año 1979, recibió el nombre de Trofeo Presidente; en 1980 I Trofeo Bankunión; de 1982 a 1987 y de 1991 a 1996,  Trofeo Ciudad de Oviedo, y entre 1988 y 1990 Trofeo Caja de Ahorros de Asturias.
La primera edición se disputó en 1976, entre Real Oviedo, Sporting de Gijón, Sporting de Portugal y Os Belenenses. En semifinales, Os Belenenses ganó 1-2 al Oviedo y el Sporting de Gijón 2-1 al Sporting de Portugal. En la final, Os Belenenses se adjudicó el trofeo ganando 1-2 al Sporting (0-1 José Rocha 74´, 1-1 Joaquín 76´, 1-2 González 119'). 
En 1978, se disputó un triangular entre   Real Oviedo, Deportivo de la Coruña y CD Ensidesa. El Ensidesa ganó 0-1 al   Real Oviedo, el Depor 3-1 al Ensidesa y   Real Oviedo y Depor empataron a ceros, proclamándose campeón el equipo coruñés.  
El Real Oviedo ganó su primera edición en 1982, tras ganar 2-0 al Real Valladolid (1-0 Juanjo 27´, 2-0 Martín Roales 69´) y 0-2 al Salamanca (0-1 Abajo 19´, 0-2 Villacreces 36´).   
En 1988 el Real Oviedo le endosó un 5-1 al Boca Juniors, histórico club argentino. Marcaron Berto, Hevia (2), Julià y Hicks para el Oviedo y Pico para Boca.    
En 1990, el Bayer Leverkusen se llevó el trofeo en penaltis tras empatar a doses con el Oviedo, con goles de Thom y Lupescu para el Bayer y de Carlos y Bango para el   Real Oviedo.     
El 13 de agosto de 1992, el   Real Oviedo se volvió a llevar el trofeo tras vencer 1-0 al Dinamo de Bucarest, con gol de Elcacho.      
Una de las ediciones más recordadas fue la de agosto de 1993, cuando se celebró un triangular entre el F. C. Barcelona, el A. C. Milan y el Real Oviedo. El equipo anfitrión quedó eliminado tras perder ante el Barcelona (0-1, gol de Ekelund) y ganar contra los italianos por 3-2, con goles de Carlos, Armando y Galli en p.p. para el Oviedo y de Simone (2) para el Milan. En la final, el Milan venció por 3-0 al Barcelona, con goles de Papin (2) y Simone, y se adjudicó el trofeo. Cabe destacar que este encuentro, retransmitido por Telecinco el día 9 de agosto, fue visto por 3,4 millones de espectadores y se convirtió en el partido más visto del verano.
En 1994, el   Real Oviedo se adjudicó el trofeo tras vencer 5-3 en penaltis al Barcelona. El partido había terminado con empate a uno, con goles de Janković para el Oviedo y de Stoichkov para el Barça. 
La última edición se disputó en 1996 y el trofeo fue ganado por el Barcelona tras un intenso partido contra el   Real Oviedo que terminó con un resultado de 2-4 (0-1 Stoichkov 47', 0-2 Stoichkov 51', 1-2 Oli 66', 1-3 Luis Enrique 76', 2-3 Velamazán 87', 2-4 Luis Enrique 89').

## Palmarés
| Año  | Equipo campeón                | Subcampeón                    | Tercer clasificado             |
| 1976 | C. F. Os Belenenses           | Real Sporting de Gijón        | Sporting de Portugal           |
| 1977 | Real Racing Club de Santander | Real Oviedo                   | Burgos C. F.                   |
| 1978 | R. C. Deportivo de La Coruña  | CD Ensidesa                   | Real Oviedo                    |
| 1979 | Burgos C. F.                  | Real Oviedo                   | Real Racing Club de Santander  |
| 1980 | Real Sporting de Gijón        | Real Oviedo                   | Athletic Club                  |
| 1981 | -                             | -                             | -                              |
| 1982 | Real Oviedo                   | U. D. Salamanca               | Real Valladolid C. F.          |
| 1983 | -                             | -                             | -                              |
| 1984 | Real Oviedo                   | C. A. Osasuna                 | Real Racing Club de Santanderr |
| 1985 | Real Oviedo                   | Real Sporting de Gijón        | R. C. Celta de Vigo            |
| 1986 | Real Sporting de Gijón        | Real Oviedo                   | Sestao S. C.                   |
| 1987 | Real Oviedo                   | Pumas UNAM                    | Real Valladolid C. F.          |
| 1988 | Real Oviedo                   | C. A. Boca Juniors            | -                              |
| 1989 | S. E. Palmeiras               | Real Oviedo                   | -                              |
| 1990 | Bayer 04 Leverkusen           | Real Oviedo                   | -                              |
| 1991 | Real Oviedo                   | HNK Hajduk Split              | -                              |
| 1992 | Real Oviedo                   | F. C. Dinamo de Bucarest      | -                              |
| 1993 | A. C. Milan                   | Real Oviedo                   | F. C. Barcelona                |
| 1994 | Real Oviedo                   | F. C. Barcelona               | -                              |
| 1995 | Real Oviedo                   | Real Racing Club de Santander | -                              |
| 1996 | F. C. Barcelona               | Real Oviedo                   | -                              |

## Títulos por clubes
| Equipo                        | Títulos | Años                                                  |
| Real Oviedo                   | 8       | 1982, 1984, 1985, 1987, 1988, 1991, 1992, 1994 y 1995 |
| Real Sporting de Gijón        | 2       | 1980 y 1986                                           |
| F. C. Barcelona               | 1       | 1996                                                  |
| C. F. Os Belenenses           | 1       | 1976                                                  |
| Real Racing Club de Santander | 1       | 1977                                                  |
| R. C. Deportivo de La Coruña  | 1       | 1978                                                  |
| Burgos C. F.                  | 1       | 1979                                                  |
| S. E. Palmeiras               | 1       | 1989                                                  |
| Bayer 04 Leverkusen           | 1       | 1990                                                  |
| A. C. Milan                   | 1       | 1993                                                  |